# جايسون جونز (موسيقي)
جايسون جونز (بالإنجليزية: Jason Jones)‏ هو موسيقي ومغني وعازف قيثارة أمريكي، ولد في 19 أغسطس 1978 في كولومبيا في الولايات المتحدة.

## وصلات خارجية
- الموقع الرسمي
- جايسون جونز على موقع ميوزك برينز (الإنجليزية)
- جايسون جونز على موقع ديسكوغز (الإنجليزية)